# Villeneuvenia elegans
Villeneuvenia elegans är en tvåvingeart som beskrevs av Jacentkovsky 1937. Villeneuvenia elegans ingår i släktet Villeneuvenia och familjen parasitflugor.
Artens utbredningsområde är Bulgarien. Inga underarter finns listade i Catalogue of Life.